# 毛花卵叶微孔草
毛花卵叶微孔草（学名：Microula ovalifolia var. pubiflora）是紫草科微孔草属卵叶微孔草的变种，为中国的特有植物。分布于中国大陆的西藏等地，生长于海拔4,200米的地区，多生于山谷中，目前尚未由人工引种栽培。